# Gérard-Maurice-Eugène Huyghe
Gérard Maurice Eugène Huyghe est né le 31 août 1909 à Lille, dans le quartier de Fives, et il est mort à Arras le samedi 27 octobre 2001.

## Biographie
Il est ordonné prêtre le 29 juin 1933.
Licencié en histoire-géographie et docteur en théologie et en droit canonique, il a été successivement directeur au grand séminaire de Lille en 1945, puis chargé de la vie religieuse dans le diocèse et official en 1949, avant d’être nommé archiprêtre de Dunkerque en 1960.
Nommé évêque d'Arras le 15 décembre 1961, par le pape Jean XXIII, il a été ordonné évêque à Lille le 11 avril 1962 avant d’être intronisé en la cathédrale d’Arras le 15 avril 1962.

### Relations avec le monde du travail
Il sera l'évêque des mineurs en grève, des chômeurs et des immigrés, et l'avocat d'une Église ouverte aux réalités sociales et populaires. « Bête noire » des milieux patronaux et politiques de droite, ce non-violent, motivé par les seules exigences de l'Évangile, passa longtemps pour un « évêque rouge ».
La longue grève qui, en 1963, oppose les mineurs du Nord-Pas-de-Calais au général de Gaulle, alors au faîte de sa gloire présidentielle, fait connaître le jeune évêque d'Arras. Celui-ci prend publiquement la défense des ouvriers de la mine, déplore leurs conditions de travail, les menaces qui pèsent sur leur santé, les retards de leurs salaires. Il fait lire des messages dans les églises où il défend les syndicats ouvriers. « Cette grève nous concerne tous. Nous devons nous sentir solidaires de toute souffrance », écrit-il.
Il fut aussi présent près des familles endeuillées dans les catastrophes minières comme celle de Liévin en 1975.

### Concile Vatican II (1962 - 1965)
Il est membre de la Commission conciliaire de la Vie religieuse.
Après avoir participé au concile Vatican II (1962-1965), Huyghe sera le témoin des crises qui le suivront. Il dénonce la dissidence traditionaliste de Marcel Lefebvre, son « compatriote » du Nord, subit les menaces des « silencieux de l'Église » pour son attitude jugée progressiste, défend les prêtres-ouvriers contre les suspicions romaines, résiste à la désaffection du clergé, confie des responsabilités aux laïcs pour faire face à la désaffection des vocations sacerdotales.

## Sources
- Ressource relative à la religion :   - Catholic Hierarchy
- Notice dans un dictionnaire ou une encyclopédie généraliste :   - Who's Who in France
- Notices d'autorité :   - VIAF
  - ISNI
  - IdRef
  - LCCN
  - GND
  - Pays-Bas
  - NUKAT
  - Vatican
  - WorldCat
- Henri Tincq, « Mgr Gérard Huyghe », Le Monde,‎ 31 octobre 2001 (lire en ligne).